# Juan Enrique Canet Todolí
Juan Enrique Canet Todolí (Puerto de Sagunto, Valencia, 1961) is een hedendaags Spaans componist, muziekpedagoog en dirigent.

## Levensloop
Na een muzikale opleiding in zijn geboortestad studeerde hij aan het Conservatorio Superior de Música de Valencia klarinet, harmonie, contrapunt, fuga, compositie en instrumentatie. In 1987 kreeg hij de Premio Mercedes Massí.
Sinds 1990 is hij professor voor compositie en orkestratie aan het Conservatorio Superior de Música "Oscar Esplá" de Alicante. Op de 11e Wereldcongres voor saxofoon te Alicante werd zijn Sinfonia concertante voor saxofoon en orkest uitgevoerd. Hij was ook dirigent van verschillende bandas, zoals de Banda de Música "Unión Musical" de Llutxent, Banda de Música Sociedad Artístico Musical "La Nova" de Xátiva, Banda de Música Centro Instructivo Musical de Alfafar. Tegenwoordig is hij dirigent van de Banda de Música Ciudad de Asis, Alicante.

## Composities

### Werken voor orkest
- Sinfonia concertante, voor saxofoon en orkest
- L'Album de Nadia, suite voor orkest

### Werken voor banda (harmonieorkest)
- 1991 Als creuats, Marcha cristiana
- 1992 Viento del Pueblo Poema Sinfónico para Banda
- 1995 Novecento, paso-doble sinfònic
- 1998 Benicadell, paso-doble
- 2000 Wahabitas, Marcha mora
- 2001 Als festers de la Vila, Marcha
- 2004 Alfaquies, Marcha mora
- 2004 Aquarel - La Alacantina, paso-doble
- 2006 Pietätsinn (rapsodia simfonica)
- Aben-Bazel, Marcha mora
- Café con suspiros
- El hijo del Zebedeo, Marcha procesional
- La nova al vent, overture
- Santa Cecilia de Elda
- Sombras nada más
- Tonatiuh - Música incidental para la capitanía de la entrada mora de Alcoy, ballet

### Kamermuziek
- Caribeña, voor septet
- Duetto, voor viool en cello
- Sonatina, voor fagot en piano

- Biblioteca Nacional de España: XX1276223
- Virtual International Authority File: 87041132
- WorldCat: E39PBJhMj4dbDPMdfPqGxVwt8C